# Dalkey
Dalkey (iriska: Deilginis) är ett samhälle i den södra delen av grevskapet Dublin. Dalkey grundades av en vikingabosättning och blev en viktig plats under medeltiden.
Dalkey har fått sitt namn av Dalkey Island som ligger strax utanför. Namnet kommer ifrån det iriska Deilginis.